# Sansevieria hallii
Espèce
Classification APG III (2009)
Sansevieria hallii, également appelée Dracaena hallii, est une espèce de plantes de la famille des Liliaceae et du genre Sansevieria.

## Description

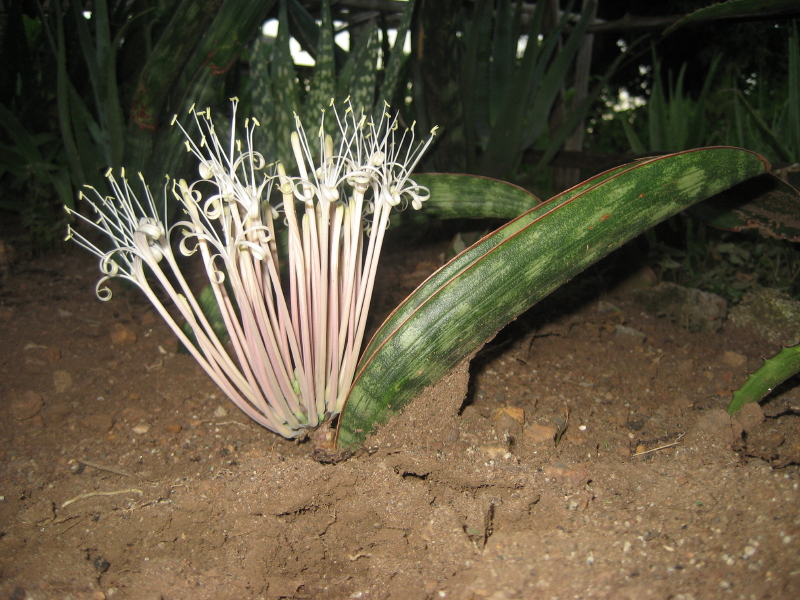
Sansevieria hallii avec inflorescence.

Plante succulente, Sansevieria hallii est une espèce de sansevières à longues feuilles de couleur bleu-vert avec un repliement plus ou moins marqué. Elle est proche de Sansevieria sinus-simiorum.
Elle prend le nom du botaniste sud-africain Harry Hall (1906–1986).

## Distribution et habitat
L'espèce est originaire d'Afrique australe orientale, présente au Mozambique et au Zimbabwe, et a été identifiée comme espèce à part entière en 1996 par Juan Chahinian.